# Перейра, Хонатан
Хонатан Перейра Родригес (исп. Jonathan Pereira Rodríguez; 12 мая 1987, Виго) — испанский футболист, нападающий клуба «Алькоркон».

## Клубная карьера
Хонотан начал своё футбольное образование в составе футбольного клуба «Вильярреал», где Перейра впервые выступил в Примере и в своем первом матче против «Леванте» 21 октября 2006 года. На поле он вышел за 25 минут до окончания игры, а уже спустя 2 минуты он забил свой первый гол. До конца сезона он отыграл во всех четырёх матчах.
В сезоне 2007-08 года Хонотан отдали в аренду в клуб «Расинг Ферроль». Свой сезон в этом клубе он закончил 11 голами, однако галисийская команда также вылетела из Лиги.
В конце 2008 года он вернулся в «Вильярреал», где его контракт был продлен до 2013 года. Но в команде его тут же отдали на сезон в аренду «Расинг Сантандер». 13 сентября на «Камп Ноу» он забивает гол в ворота «Барселоны». В основном он сидит на скамье, однако его результаты довольно солидные — 7 голов за 37 игр.
Далее Перейра вернулся снова в «Вильярреал». Несмотря на 7 забитых мячей во время дружеского предсезонья, в первые месяцы сезона 2009/10 года его используют достаточно редко. В середине января 2010 года футболист покинул клуб и подписывает контракт на 5 лет с футбольным клубом «Реал Бетис». Свой дебютный гол Джонатан забивает 30-го января в матче против «Кордовы».
В 2013 году Хонатан вернулся в «Вильярреал». Сезон 2014/15 он провёл в арендах, сначала в «Райо Вальекано», затем в «Вальядолиде». Летом 2015 года Перейра покинул Вильярреал и в статусе свободного агента подписал годичный контракт с клубом «Луго».